# Савченков, Игорь
Игорь Савченков (латыш. Igors Savčenkovs; 3 ноября 1982, Вентспилс) — латвийский футболист, центральный защитник. Выступал за сборную Латвии.

## Биография

### Клубная карьера
Воспитанник футбольного клуба «Вентспилс». Начал карьеру в родном клубе, однако долгое время не мог закрепиться в основном составе. Первые матчи в высшей лиге Латвии сыграл в 20-летнем возрасте в 2003 году. В 2005 году перешёл в «Динабург» (Даугавпилс), где за полтора года сыграл 22 матча. Затем вернулся в «Вентспилс», который в 2007 году сделал «золотой дубль» — выиграл чемпионат и Кубок Латвии. В 2008 году Савченков сыграл во всех 28 матчах своего клуба и снова стал чемпионом страны, однако затем стал играть реже.
В ходе сезона 2010 года перешёл в «Елгаву». В 2011 году вернулся в «Вентспилс» и снова завоевал чемпионский титул и Кубок Латвии. В 2012 году играл за рижский «Сконто», стал серебряным призёром чемпионата и обладателем Кубка страны. В 2013 году с «Даугавой» из Даугавпилса завоевал бронзовые медали.
Весной 2014 года играл за середняка чемпионата Грузии «Торпедо» (Кутаиси).
В конце карьеры играл за «Елгаву», с которой завоевал Кубок Латвии в 2015 и 2016 годах, и снова за «Вентспилс».
Всего в чемпионатах Латвии сыграл 206 матчей и забил 16 голов, кроме того провёл 14 матчей и забил 2 гола в чемпионате Грузии. В еврокубках сыграл более 20 матчей.

### Карьера в сборной
В национальной сборной Латвии дебютировал 20 августа 2008 года в товарищеском матче против Румынии, заменив на 72-й минуте Игоря Степанова. В 2008 году сыграл 3 матча. Следующий и последний матч за сборную сыграл летом 2012 года в рамках Кубка Балтии, где его команда стала победителем.

## Достижения
- Чемпион Латвии: 2007, 2008, 2011
- Серебряный призёр чемпионата Латвии: 2009, 2012, 2016
- Бронзовый призёр чемпионата Латвии: 2003, 2013, 2014
- Обладатель Кубка Латвии: 2003, 2007, 2011, 2012, 2015, 2016
- Победитель Кубка Балтии: 2012